# Billin, Syria
Billin (tiếng Ả Rập: بللين, cũng đánh vần Bellin) là một ngôi làng ở phía tây bắc Syria, một phần hành chính của Tỉnh Hama, nằm ở phía tây nam của Hama. Các địa phương lân cận bao gồm Bisin ở phía nam, al-Muaa về phía đông nam, Kafr Buhum về phía đông, al-Rabiaa về hướng đông bắc, Umm al-Tuyour ở phía bắc, Deir al-Salib về phía tây bắc, Masyaf về phía tây, al -Bayyadiyah và al-Suwaydah ở phía tây nam. Theo Cục Thống kê Trung ương Syria, Billin có dân số 2.367 trong cuộc điều tra dân số năm 2004. Cư dân của nó chủ yếu là Alawites.